# Korsikansk eldsalamander
Den korsikanska eldsalamandern (Salamandra corsica) är ett groddjur i familjen salamandrar. 

## Utseende
Den korsikanska eldsalamandern kan bli upp till 20 cm lång, honan större än hanen, och har svart hud med ett mönster av gula fläckar och strimmor. Parotidkörtlarna är stora och tydligt framträdande. Hanens kloak är mera svullen än honans.

## Vanor
Arten lever i löv- och blandskog. För leken väljer den rinnande eller stillastående vattensamlingar, där honan föder välutvecklade larver som snart förvandlas. Det förekommer också att ungarna är fullt förvandlade redan när de föds. Den uppehåller sig främst på höjder mellan 500 och 1 300 m, men kan gå så långt ner som 50 m, och så högt som 1 750 m. Beteendet i övrigt påminner om eldsalamanderns.

## Utbredning
Arten finns endast på Korsika.

## Status
Den korsikanska eldsalamandern är klassad som livskraftig, och beståndet anses vara stabilt.